# Syncerus caffer nanus
El búfalo rojo, búfalo del Congo[cita requerida] o búfalo enano (Syncerus caffer nanus) es una subespecie de búfalo africano, de la familia Bovidae, caracterizada por su pequeño tamaño como adaptación a la vida en la selva, que requiere un cuerpo pequeño y compacto para penetrar entre la espesura. Debido a la escasez de hierbas que le sirvan de alimento, un gran tamaño sería una desventaja. En las áreas de distribución en las que coincide con otras variedades de búfalo se cruza sin ningún problema. Es a veces considerado una especie aparte.

## Descripción
Esta especie es una variedad del búfalo del Cabo. Estos son mucho más pequeños y ligeros, con un peso de 250 a 320 kg. El peso no es la única diferenciación, sin embargo; esta subespecie tiene la piel de un color marrón rojizo, que es más oscuro en el área facial. Los machos tienen un color mucho más oscuro en la cara y parte del cuello y cuernos más grandes, mientras que las hembras tienen todo el cuerpo de color rojizo y cuernos más pequeños inclinados hacia atrás. La forma y el tamaño de los cuernos de esta especie hacen que sean muy diferentes de otras subespecies. S. c. nanus tiene cuernos mucho más pequeños que el búfalo del Cabo, ya que los cuernos de este a menudo crecen y se fusionan.

## Distribución geográfica y hábitat

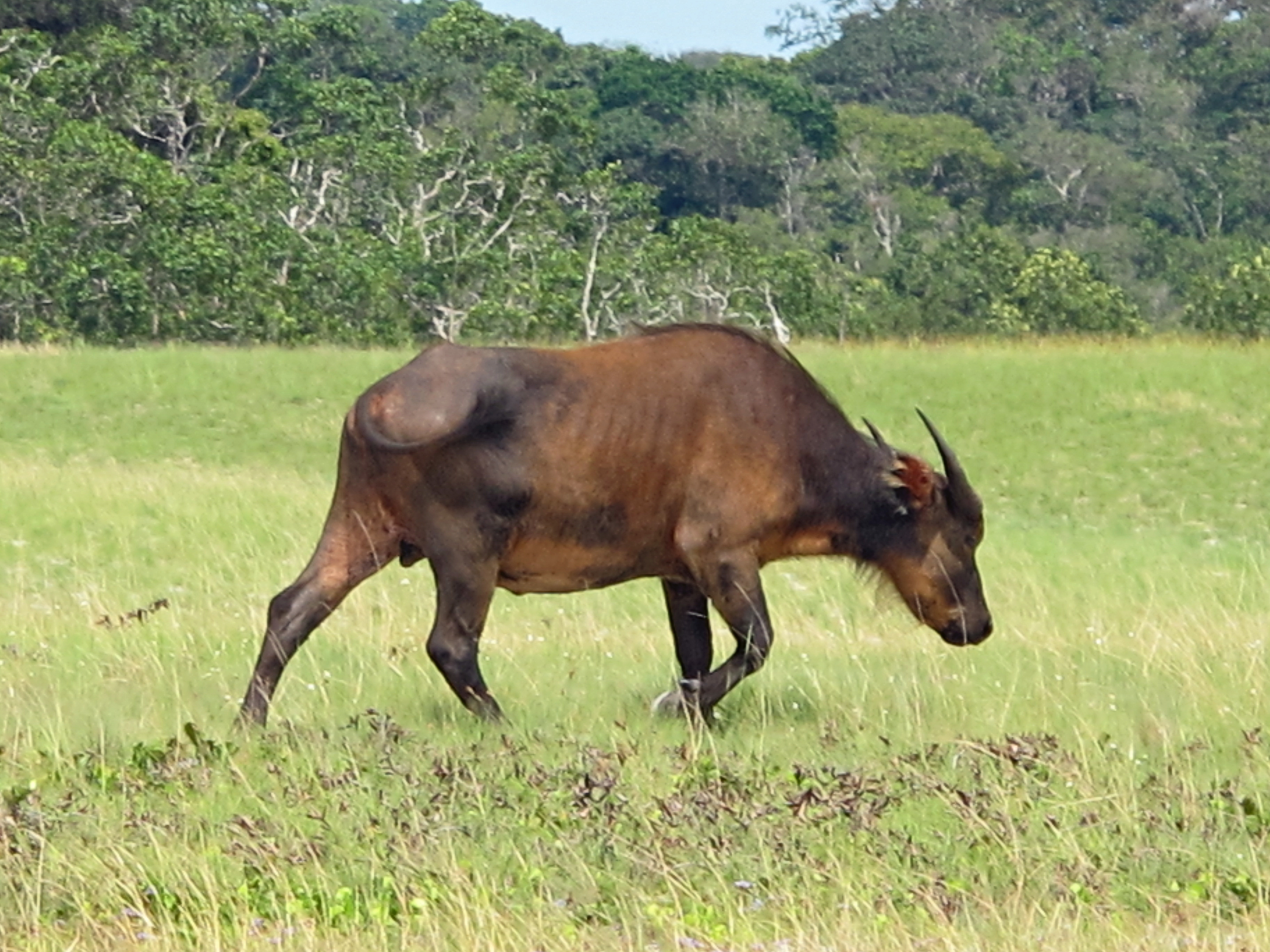
Búfalo rojo en el Parque nacional de Loango, Gabón

S. c. nanus vive en las selvas tropicales de África Occidental y Central; su hábitat es una combinación de pantanos, sabanas cubiertas de hierba, y las selvas tropicales húmedas de África. Las sabanas son el área donde pasta el búfalo, mientras que los pantanos sirven como revolcadero. Son muy raramente observados en el dosel de los bosques, aunque pasan la mayor parte del día pastoreando en los claros; su dieta está compuesta de hierbas y otras plantas que se encuentran en las sabanas.
La mezcla de hábitats es esencial para el búfalo de bosque. La expansión y la invasión de la selva tropical en las sabanas y las aberturas de los alrededores son las mayores dificultades en el mantenimiento del ecosistema. El búfalo de bosque disfruta de antiguos caminos forestales y pistas, donde el bosque es menos denso y contiene más hierba y otros alimentos. En estas áreas forestales dependerá de la hierba que es capaz de desarrollarse como resultado de las áreas que previamente han sido claros.

## Comportamiento social
S. c. nanus se agrupa en pequeños rebaños, en comparación con el búfalo del Cabo; este puede formar rebaños de más de mil miembros. Sin embargo, esta subespecie forma grupos mucho más pequeños; a menudo se le ve en grupos de tres, compuestos por un macho y un grupo de hembras adultas y jóvenes; pero rara vez más de treinta. Si están en un grupo grande dedican más tiempo al pastoreo; hay menos necesidad de vigilar a los depredadores. 
Por otro lado, los búfalos macho permanecen en manadas de solteros hasta la estación húmeda, cuando los jóvenes se juntan con las hembras, para aparearse y ayudar a proteger a los terneros jóvenes; luego se van. Los individuos suelen permanecer en el mismo rebaño durante toda su vida.